# Två idegranar Grevagården

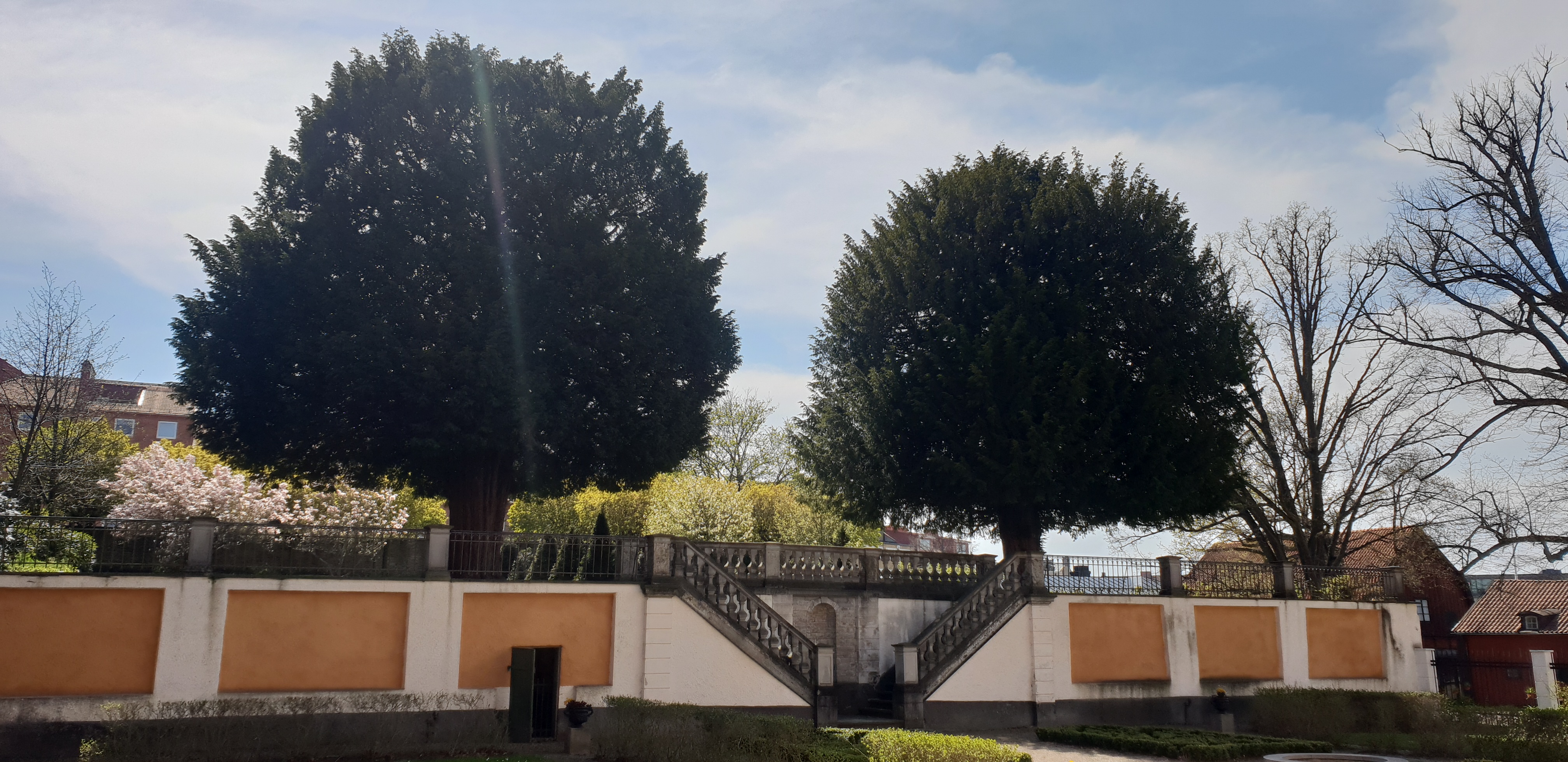
Idegranerna på Grevagården, 2021.

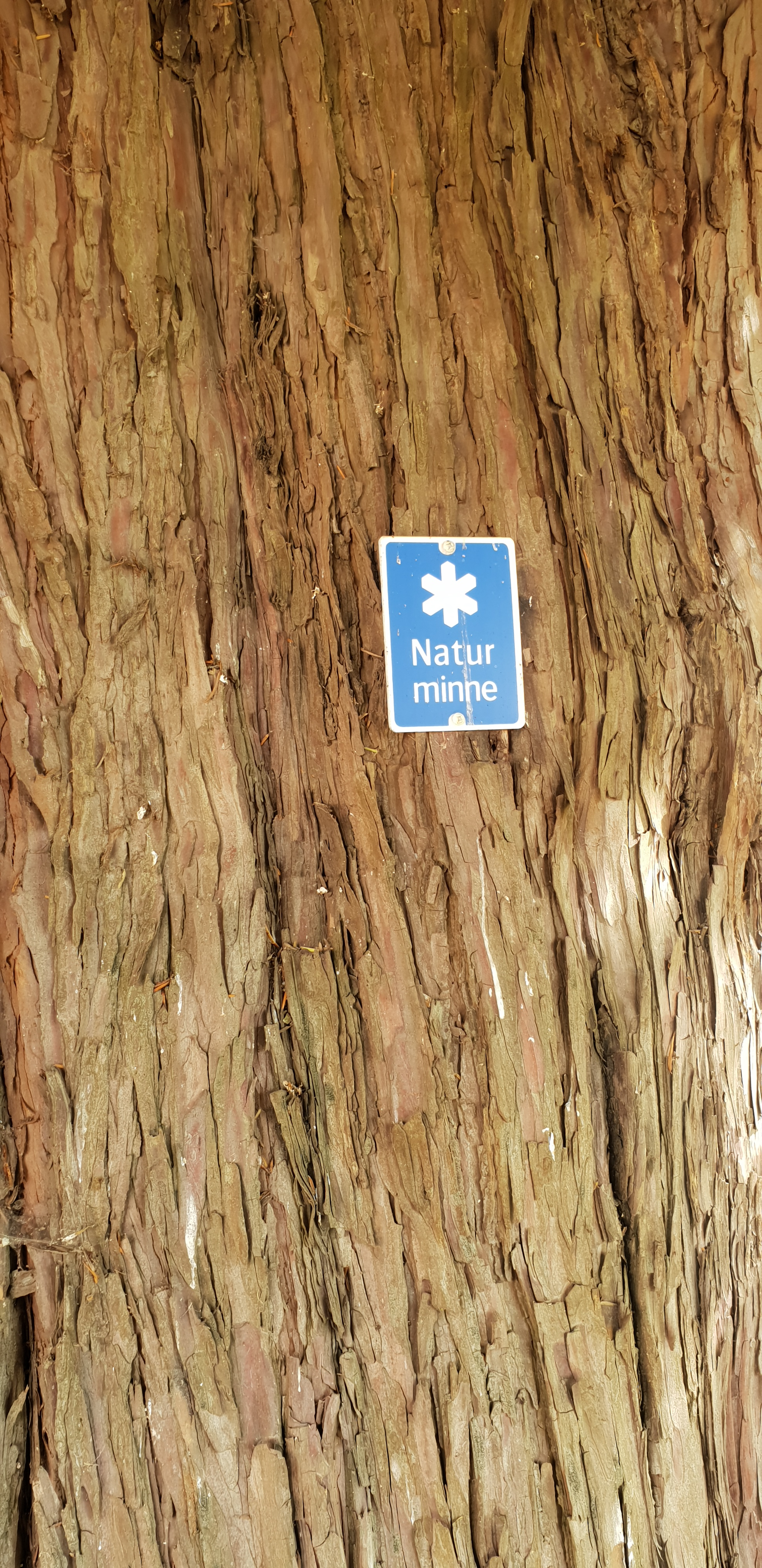
Skylt på en av idegranarna som visar att den är fridlyst.

Två idegranar Grevagården är ett naturminne i stadspalatset Grevagårdens trädgård i Karlskrona kommun. De planterades troligen redan när barockträdgården anlades på 1700-talet och fridlystes år 1937.
Vid en inventering år 1920 hade idegranarna, som omtalades som Sveriges största, raka, odelade stammar och rundade kronor. Den östra hade en omkrets på 2,84 meter i brösthöjd och den västra en omkrets på 2,39 meter. År 1996 hade stamomfånget ökat till 3,47 respektive 3,09 meter.
År 1971 ville man upphäva fridlysningen och hugga ner träden eftersom man inte ansåg att de passade i en barockträdgård, trots att de enligt ett trästick från 1790 bevisligen hade planterats i trädgården. Idegranarna var då 11 respektive 14 meter höga men 1978 tuktades de och skars ner så att de inte skymde palatset.